# Ruffieu
Ruffieu település Franciaországban, Ain megyében. Lakosainak száma 174 fő (2022. január 1.). Ruffieu Champdor-Corcelles, Plateau d'Hauteville és Valromey-sur-Séran községekkel határos.

## Népesség
A település népessége az elmúlt években az alábbi módon változott:
| Lakosok száma | 232  | 162  | 144  | 172  | 193  | 182  | 186  | 182  | 180  | 174  |
|               | 1968 | 1982 | 1990 | 2006 | 2013 | 2015 | 2017 | 2019 | 2020 | 2022 |